# Cylindromyia bimacula
Cylindromyia bimacula är en tvåvingeart som först beskrevs av Walker 1849.  Cylindromyia bimacula ingår i släktet Cylindromyia och familjen parasitflugor. Inga underarter finns listade i Catalogue of Life.